# Cyclaspis caprella
Cyclaspis caprella is een zeekommasoort uit de familie van de Bodotriidae. De wetenschappelijke naam van de soort is voor het eerst geldig gepubliceerd in 1936 door Hale.